# Catalan TV
Catalan TV è un'emittente sarda a carattere locale della città di Alghero. È una delle poche televisioni locali a non trasmettere televendite.

## Storia
Nata nel mese di giugno del 2004 da un'idea dell'imprenditore algherese Riccardo Giorico e del giornalista algherese Nicola Nieddu, l'emittente ottiene la concessione a trasmettere in ambito locale, grazie a una norma del codice radiotelevisivo che tutela le minoranze linguistiche, infatti il palinsesto è costituito sia da programmi in Lingua italiana e in Dialetto algherese (variante della Lingua catalana).
L'emittente raccoglie l'eredità televisiva lasciata dalla vecchia televisione locale algherese TRC (Tele Riviera Corallo) chiusa nel 1991.
Anche se le prime immagini sperimentali partirono nel mese di giugno del 2004, le trasmissioni partirono ufficialmente il 4 ottobre 2004, con un mix di informazione, interviste e programmi musicali.
Catalan TV, a detta dei suoi creatori, si propone l'obiettivo di far conoscere al meglio la realtà algherese ai cittadini, di far vedere le sedute del consiglio comunale e di divulgare l'utilizzo dell'algherese, grazie ai numerosi programmi in tale dialetto (tra i quali il telegiornale).
Nel mese di gennaio del 2007 il deputato algherese Elias Vacca mise in dubbio al ministro delle telecomunicazioni Paolo Gentiloni la legittimità di trasmissione di Catalan TV.
Durante l'estate del 2014 l'emittente cessò temporaneamente le trasmissioni per problemi tecnici. Le trasmissioni ripresero nell'autunno del 2014 con un nuovo palinsesto.
Inizialmente l'emittente era diretta dal giornalista algherese Nicola Nieddu, passato in seguito a Radio Onda Stereo, in seguito è stato sostituito da Stefano Idili. Dal 2014 al 2024 la tv è stata diretta da Stefano Soro. Nel luglio 2025 ha preso il suo posto il giornalista sassarese Pier Luigi Piredda. 
L'emittente, che in passato ha fatto parte della syndication Port Tv, trasmetteva in singleplex sul canale 18 della banda UHF da Monte Palmavera nei comuni di Alghero, Olmedo, Villanova Monteleone e Putifigari.
Attualmente ora Catalan Tv trasmette invece a livello regionale ed è ricevibile sui televisori sul numero 15 dell'LCN.

## Programmi attualmente in onda
- Consiglio Comunale: Tutte le sedute del consiglio comunale di Alghero
- Osservatore Sportivo: Approfondimento sportivo del lunedì sera condotto da Stefano Soro
- Vivi Alghero: Programma di intrattenimento condotto da Antonio Corbia
- Il TG dei fuorionda: Programma satirico, riguardante appunto i fuorionda dei giornalisti locali e nazionali, condotto da Andrea Atzori
- Per la strada
- La gradinata sport
- Bruni al sole: Programma d'interviste condotto da Matteo Bruni
- Canzoni e musica de l'Alguer: Musica popolare algherese e sarda, raccolta in una serie di cartoline algheresi.

### Programmi storici
- Catalan Sport: È stato un programma che analizzava lo sport, in particolar modo la situazione calcistica algherese. Nasce nel 2004 condotto da Nicola Nieddu, cui segue nel 2006 Carlo Branca con la partecipazione di Mariangela Demontis. Nel 2007 il timone passa a Marcello Moccia e Stefano Soro, già attivi nel programma come giornalisti e inviati, e con loro continua la partecipazione di Mariangela Demontis. Nell'aprile 2008, la conduzione passa al solo Stefano Soro, con la presenza femminile di Mariangela Demontis. Per la stagione 2008/09 è confermata la conduzione a Stefano Soro, con la partecipazione in studio di Mariangela Demontis. Nella stagione seguente dopo un'iniziale conferma alla conduzione del duo Soro-Demontis da dicembre 2009 il programma è stato cancellato dal palinsesto dell'emittente algherese.
- Monitorando: Programma di intrattenimento
- Musica senza filo: Programma musicale
- L'alberghiero ai fornelli: Programma culinario
- Especial Catalan tv: Approfondimento
- Studio 38: Approfondimento giornalistico
- Novas: Approfondimento curato dalla Regione Autonoma della Sardegna che informa i telespettatori sulle attività della giunta regionale
- L'Entrevista: Interviste
- Gent de l'Alguer: Programma storico-culturale.
- Finalmente: Talk Show di seconda serata condotto da Giuseppe Iurato, Federica Caboni e Stefano Soro.
- Strada Facendo di Kikko Solinas.
- Cartoline della Sardegna intrattenimento di musica sarda e algherese.